# Liste von Persönlichkeiten der Stadt Kristiansand
Die Liste von Persönlichkeiten der Stadt Kristiansand enthält Personen, die im norwegischen Kristiansand geboren wurden sowie solche, die dort zeitweise gelebt und gewirkt haben, jeweils chronologisch aufgelistet nach dem Geburtsjahr. Die Liste erhebt keinen Anspruch auf Vollständigkeit.

## In Kristiansand geborene Persönlichkeiten

### Bis 1900
- Johan Henrik Freithoff (1713–1767), dänisch-norwegischer Komponist, Violinist und Beamtentum
- Marcus Gjøe Rosenkrantz (1762–1838), dänisch-norwegischer Politiker, Freiherr und Grundbesitzer
- Jonas Anton Hielm (1782–1848), Jurist und Politiker, Mitglied des Storting
- Hans Christian Petersen (1793–1862), Jurist, Beamter und Politiker
- Henrik Wergeland (1808–1845), Dichter
- Camilla Collett (1813–1895), Schriftstellerin
- Otto Hans Lütken (1813–1883), dänischer Seeoffizier und Marineminister
- Conrad Fredrik von der Lippe (1833–1901), Architekt des Historismus
- Paul Due (1835–1919), Architekt
- Johan Nielssen (1835–1912), Landschafts-, Marine- und Genremaler der Düsseldorfer Schule
- Anton Jörgen Andersen (1845–1926), Komponist
- Frithjof Smith-Hald (1846–1903), Landschaftsmaler
- Gerhard Schjelderup (1859–1933), Komponist und Cellist
- Louise Keilhau (1860–1927), Lehrerin und Friedensaktivistin
- Benjamin Wegner Nørregaard (1861–1935), Offizier, Abenteurer, Eisenbahningenieur, Autor, Journalist und Kriegsberichterstatter
- Hanka Petzold (1862–1937), norwegisch-deutsche Musikpädagogin
- William Brede Kristensen (1867–1953), Kirchenhistoriker
- M. Alfred Michaelson (1878–1949), US-amerikanischer Politiker norwegischer Herkunft
- Aksel Smith (1880–1919), Zahnarzt, Autor und Prediger
- Yngvar Bryn (1881–1947), Eiskunstläufer
- Carl Marstrander (1883–1965), Keltologe und Indogermanist, germanistischer Mediävist, Linguist und Runenforscher
- Oskar Omdal (1895–1927), Flugpionier
- Gunnar Eilifsen (1897–1943), Polizeibeamter
- Bernt Balchen (1899–1973), Polarforscher, Luftfahrtpionier und US-Colonel

### 1901 bis 1950
- Nic. Stang (1908–1971), klassischer Philologe, Kunsthistoriker, Lektor und Publizist
- Birgit Vennesland (1913–2001), norwegisch-US-amerikanische Biochemikerin
- Gudmund Harlem (1917–1988), Mediziner und Politiker der Arbeiderpartiet
- Bjørn Egge (1918–2007), Kriegsveteran und Präsident des norwegischen Roten Kreuzes
- Jens Bjørneboe (1920–1976), Schriftsteller
- Øystein Lønn (1936–2022), Schriftsteller
- Gun Hellsvik (1942–2016), schwedische Politikerin (Moderata samlingspartiet)
- Ernst Baasland (* 1945), lutherischer Theologe
- Nils Dag Strømme (1945–2022), Boxer
- Tor Fuglevik (* 1950), Journalist und Medienmanager

### 1951 bis 1975
- Hans Fredrik Grøvan (* 1953), Politiker
- Ole Gunnar Fidjestøl (* 1960), Skispringer
- Solveig Pedersen (* 1965), Skilangläuferin
- Nicolai Tangen (* 1966), Hedgefondsmanager
- Espen Stokkeland (* 1968), Segler
- Jan Bang (* 1968), Musiker, DJ und Plattenproduzent
- Kjell Ove Oftedal (* 1971), Biathlet
- Bård Vegar Solhjell (* 1971), Politiker (SV), Mitglied des Storting
- Steinar Ege (* 1972), Handballspieler
- Preben Vildalen (* 1972), Handballspieler
- Kjetil Pedersen (* 1973), Fußballspieler und -trainer
- Gunn Margit Andreassen (* 1973), Biathletin
- Mette-Marit Tjessem Høiby (* 1973), Ehefrau des norwegischen Kronprinzen Haakon
- Petter Rudi (* 1973), Fußballspieler
- Anstein Mykland (* 1974), Biathlet
- Geir Ludvig Aasen Ouren (* 1974), Skilangläufer
- Asle Toje (* 1974), Politikwissenschaftler

### Ab 1976
- Steinar Pedersen (* 1976), Fußballspieler und -trainer
- Anders Rambekk (* 1976), Fußballspieler
- Silje Jørgensen (* 1977), Fußballspielerin
- Jørgen Rostrup (* 1978), Orientierungsläufer
- Nila Ann Håkedal (* 1979), Beachvolleyballspielerin
- Agnes Kittelsen (* 1980), Schauspielerin
- Katrine Lunde Haraldsen (* 1980), Handballspielerin
- Kristine Lunde-Borgersen (* 1980), Handballspielerin und -trainerin
- Agnes Kittelsen (* 1980), Schauspielerin
- Gerd-Elin Albert (* 1981), Handballspielerin
- Marius Johnsen (* 1981), Fußballspieler
- Fredrik Strømstad (* 1982), Fußballspieler
- Andreas Thorkildsen (* 1982), Speerwerfer und Olympiasieger
- Svenn Erik Medhus (* 1982), Handballspieler
- Lene Mykjåland (* 1987), Fußballspielerin
- Ida Marcussen (* 1987), Siebenkämpferin
- Vegard Bjerkreim Nilsen (* 1993), Skilangläufer
- Eirik Køpp (* 1996), Handballspieler
- Kristoffer Halvorsen (* 1996), Radsportler
- Thea Sofie Loch Næss (* 1996), Schauspielerin
- Veslemøy Narvesen (* 1997), Jazzmusikerin
- Martin Uldal (* 2001), Biathlet
- Stian Edvardsen-Fredheim (* 2003), Radrennfahrer

## Personen mit Bezug zu Kristiansand
- Claus Bendeke (1763–1828), Jurist, Beamter und Inspektor von Grönland
- Diderich Hegermann (1763–1835), Offizier in der norwegischen Armee, Kriegsminister
- Johan Storm Munch (1778–1832), Bischof und Schriftsteller
- Jacob von der Lippe (1797–1878), 1841 bis 1875 Bischof von Kristiansand
- Jørgen Moe (1813–1882), Schriftsteller und Bischof von Agder
- Olaf Isaachsen (1835–1893), Maler
- Oluf Skjelbred (1854–1939), Reeder
- Kristian Bernhard Knudsen (1877–1961), Reeder
- Kristian Prestrud (1881–1927), Polarforscher und Offizier
- Thilo Schoder (1888–1979), deutsch-norwegischer Architekt
- Lars Evensen (1896–1969), Politiker (Arbeiderpartiet), Minister und Gewerkschaftsfunktionär
- Kirsten Flagstad (1895–1962), Opernsängerin
- Axel Jensen (1932–2003), Schriftsteller
- Karl Ove Knausgård (* 1968), Schriftsteller